# Cardenal Caro
A Província Cardenal Caro é uma província do Chile localizada na região de O'Higgins. Possui uma área de 3 324,8 km² e uma população de 41 160 habitantes (2002). Sua capital é a cidade de Pichilemu.

## Comunas
A província está dividida em 6 comunas:
- La Estrella
- Litueche
- Marchihue
- Navidad
- Paredones
- Pichilemu